# Kate Spade
Katherine Noel Valentine Brosnahan Spade, rodným jménem Katherine Noel Brosnahan, (24. prosince 1962 Kansas City – 5. června 2018 Manhattan) byla americká módní návrhářka. Ve druhé polovině osmdesátých a počátkem devadesátých let přispívala do oddělení doplňků v časopisu Mademoiselle. V roce 1993 založila se svým přítelem a pozdějším manželem, Andym Spadem, módní značku Kate Spade New York. Spolu se Spadem měla jednu dceru, Frances Beatrix. V červnu 2018 byla nalezena oběšená ve svém bytě na Manhattanu. Rovněž se našel vzkaz, který napsala pro svou v té době třináctiletou dceru.
Její otec Frank (1928–2018) zemřel pouhých patnáct dní po dvé dceři. 